# Kym Ruddell
Pour les articles homonymes, voir Ruddell.
Kym Ruddell (née le 19 juillet 1955) est une joueuse de tennis australienne, professionnelle à la fin des années 1970.
Elle s'est essentiellement illustrée dans les épreuves de double.

## Palmarès

### Titre en simple dames
Aucun

### Finale en simple dames
| No | Date       | Nom et lieu du tournoi                         | Catégorie | Surface      | Vainqueure         | Score    |  |
| -- | ---------- | ---------------------------------------------- | --------- | ------------ | ------------------ | -------- |  |
| 1  | 16-11-1975 | Australian Hard Court Championships, Melbourne |           | Terre (ext.) | Judy Tegart-Dalton | 6-2, 6-3 |  |

### Titres en double dames
| No | Date       | Nom et lieu du tournoi            | Catégorie | Dotation | Surface         | Partenaire         | Finalistes                    | Score         |          |
| -- | ---------- | --------------------------------- | --------- | -------- | --------------- | ------------------ | ----------------------------- | ------------- | -------- |
| 1  | 20-03-1977 | McFarlin Cup San Antonio          |           | 20 000 $ | Moquette (int.) | Karen Krantzcke    | Judy Connor Jane Preyer       | 6-3, 6-0      | Parcours |
| 2  | 05-02-1979 | Avon Futures of Montreal Montréal | Futures   | 25 000 $ | Dur (int.)      | Marjorie Blackwood | Raquel Giscafré Jane Stratton | 6-4, 3-6, 6-4 | Parcours |

### Finales en double dames
| No | Date       | Nom et lieu du tournoi                  | Catégorie | Dotation | Surface      | Vainqueures                     | Partenaire         | Score         |          |
| -- | ---------- | --------------------------------------- | --------- | -------- | ------------ | ------------------------------- | ------------------ | ------------- | -------- |
| 1  | 01-12-1975 | South Australian Championships Adélaïde |           | NC       | Gazon (ext.) | Sue Barker Michelle Tyler       | Janet Young        | 7-5, 6-3      | Parcours |
| 2  | 06-12-1977 | Toyota Classic Melbourne                |           | 75 000 $ | Gazon (ext.) | Evonne Goolagong Betty Stöve    | Patricia Bostrom   | 6-3, 6-0      | Parcours |
| 3  | 30-01-1978 | Avon Futures of Utah Ogden              | Futures   | 20 000 $ | Dur (int.)   | Ann Kiyomura Valerie Ziegenfuss | Kathy Kuykendall   | 7-5, 6-4      | Parcours |
| 4  | 12-02-1979 | Avon Futures of Columbus Columbus (OH)  | Futures   | 25 000 $ | Dur (int.)   | Bunny Bruning Yvonne Vermaak    | Marjorie Blackwood | 7-6, 6-4      | Parcours |
| 5  | 05-03-1979 | Avon Futures of Fort Myers Fort Myers   | Futures   | 25 000 $ | Terre (ext.) | Diane Desfor Barbara Hallquist  | Marjorie Blackwood | 6-4, 6-4      | Parcours |
| 6  | 13-03-1979 | Avon Futures Championships Orlando      | Futures   | 35 000 $ | Dur (ext.)   | Sherry Acker Mary Carillo       | Marjorie Blackwood | 7-6, 2-6, 7-6 | Parcours |
| 7  | 17-12-1979 | Nabisco New South Wales Open Sydney     |           | 50 000 $ | Gazon (ext.) | Diane Desfor Barbara Hallquist  | Barbara Jordan     | 4-6, 6-2, 6-2 | Parcours |

## Parcours en Grand Chelem

### En simple dames
| Année | Open d'Australie (janvier) | Open d'Australie (janvier) | Internationaux de France | Internationaux de France | Wimbledon | Wimbledon | US Open | US Open | Open d'Australie (décembre) | Open d'Australie (décembre) |
| ----- | -------------------------- | -------------------------- | ------------------------ | ------------------------ | --------- | --------- | ------- | ------- | --------------------------- | --------------------------- |
| 1975  | 1er tour (1/32)            | Vicki Lancaster            | -                        | -                        | -         | -         | -       | -       | n/a                         | n/a                         |
| 1976  | 1er tour (1/16)            | Lesley Turner              | -                        | -                        | -         | -         | -       | -       | n/a                         | n/a                         |
| 1977  | 1er tour (1/16)            | Naoko Sato                 | -                        | -                        | -         | -         | -       | -       | 1er tour (1/16)             | Elizabeth Little            |
| 1978  | n/a                        | n/a                        | -                        | -                        | -         | -         | -       | -       | 1er tour (1/16)             | Diane Evers                 |
| 1979  | n/a                        | n/a                        | -                        | -                        | -         | -         | -       | -       | 1er tour (1/16)             | Cynthia Sieler              |

À droite du résultat, l’ultime adversaire.

### En double dames
| Année | Open d'Australie (janvier)  | Open d'Australie (janvier) | Internationaux de France | Internationaux de France    | Wimbledon                    | Wimbledon                 | US Open                   | US Open                 | Open d'Australie (décembre) | Open d'Australie (décembre) |
| ----- | --------------------------- | -------------------------- | ------------------------ | --------------------------- | ---------------------------- | ------------------------- | ------------------------- | ----------------------- | --------------------------- | --------------------------- |
| 1974  | 2e tour (1/8) Chris O'Neil  | Kerry Harris K. Melville   | -                        | -                           | -                            | -                         | -                         | -                       | n/a                         | n/a                         |
| 1975  | 2e tour (1/8) Pam Whytcross | Laura duPont W. Turnbull   | -                        | -                           | 2e tour (1/16) J. Hanrahan   | Linky Boshoff Ilana Kloss | -                         | -                       | n/a                         | n/a                         |
| 1976  | 2e tour (1/8) Judy Tegart   | Sue Barker M. Tyler        | -                        | -                           | -                            | -                         | -                         | -                       | n/a                         | n/a                         |
| 1977  | 1/2 finale Janet Young      | B. Nagelsen Kerry Reid     | -                        | -                           | 2e tour (1/16) Judy Tegart   | Linky Boshoff Ilana Kloss | -                         | -                       | 1/2 finale P. Bostrom       | E. Goolagong Helen Cawley   |
| 1978  | n/a                         | n/a                        | 1/4 de finale P. Bostrom | Lesley Turner Gail Sherriff | 3e tour (1/8) P. Bostrom     | Sue Barker Mona Guerrant  | 2e tour (1/16) P. Bostrom | Tracy Austin Kathy May  | 1/4 de finale C. Sieler     | C. Matison S. Simmonds      |
| 1979  | n/a                         | n/a                        | -                        | -                           | 1er tour (1/32) M. Blackwood | Leslie Allen Rayni Fox    | 2e tour (1/16) B. Jordan  | Betty Stöve W. Turnbull | 1/4 de finale B. Jordan     | E. Little Kerryn Pratt      |
| 1980  | n/a                         | n/a                        | -                        | -                           | -                            | -                         | -                         | -                       | 2e tour (1/8) Helen Cawley  | Ann Kiyomura C. Reynolds    |

Sous le résultat, la partenaire ; à droite, l’ultime équipe adverse.

### En double mixte
| Année | Open d'Australie (janvier), | Open d'Australie (janvier), | Internationaux de France | Internationaux de France | Wimbledon                    | Wimbledon                 | US Open                    | US Open                  | Open d'Australie (décembre), | Open d'Australie (décembre), |
| ----- | --------------------------- | --------------------------- | ------------------------ | ------------------------ | ---------------------------- | ------------------------- | -------------------------- | ------------------------ | ---------------------------- | ---------------------------- |
| 1976  | n/a                         | n/a                         | -                        | -                        | 1er tour (1/32) Paul McNamee | Diane Evers S. Warboys    | -                          | -                        | n/a                          | n/a                          |
| 1977  | n/a                         | n/a                         | -                        | -                        | 1er tour (1/32) Bill Bowrey  | Chris O'Neil Chris Kachel | -                          | -                        | n/a                          | n/a                          |
| 1978  | n/a                         | n/a                         | -                        | -                        | 2e tour (1/16) Paul McNamee  | Lesley Hunt Fred McNair   | 2e tour (1/16) R. Drysdale | Helen Anliot Chris Lewis | n/a                          | n/a                          |

Sous le résultat, le partenaire ; à droite, l’ultime équipe adverse.